# Klasztor św. Andrzeja Apostoła
Klasztor św. Andrzeja Apostoła – nieczynny prawosławny klasztor na półwyspie Karpasia, na terytorium Cypru Północnego.
Według tradycji klasztor został wzniesiony na miejscu, gdzie św. Andrzej Apostoł na krótko zatrzymał się przed swoją ostatnią podróżą do Palestyny. Według hagiografii w miejscu, gdzie stanął, wytrysnęło źródło wody o leczniczych właściwościach. Ufortyfikowany monaster został wzniesiony na półwyspie Karpasia przed XII w. Z tego miejsca Izaak Komnen negocjował warunki swojego poddania się Ryszardowi Lwie Serce, który zdobył Cypr, udając się na wyprawę krzyżową (1191). Do dziś najstarszym zachowanym budynkiem jest jednak kaplica powstała dopiero w XV w.. Większość kompleksu monasterskiego powstała w XVIII stuleciu.
W 1895 klasztor stał się jednym z najpopularniejszych celów pielgrzymkowych na Cyprze. Według tradycji kościelnej Greczynka Maria Georgiou w cudowny sposób odnalazła swojego zaginionego 17 lat wcześniej syna, gdy zgodnie z poleceniem ujrzanego we śnie św. Andrzeja udała się na pielgrzymkę do poświęconego jego pamięci monasteru. Od tego momentu klasztor stał się miejscem pielgrzymek nie tylko ludności prawosławnej, greckiej, ale i miejscowych Turków cypryjskich. Jego popularność utrzymywała się do tureckiej inwazji na Cypr. Od czasu proklamowania nieuznawanej przez społeczność międzynarodową republiki Cypru Północnego obiekty klasztorne nie były remontowane, zaś nabożeństwa odprawiane są jedynie okazjonalnie.